# Біґ-Сенді (Західна Вірджинія)
Біґ-Сенді (англ. Big Sandy) — переписна місцевість (CDP) в США, в окрузі Мак-Дауелл штату Західна Вірджинія. Населення — 198 осіб (2020).

## Географія
Біґ-Сенді розташований за координатами 37°27′40″ пн. ш. 81°42′21″ зх. д. / 37.46111° пн. ш. 81.70583° зх. д. (37.461102, -81.705939).  За даними Бюро перепису населення США в 2010 році переписна місцевість мала площу 1,43 км², з яких 1,38 км² — суходіл та 0,05 км² — водойми.

## Демографія
Згідно з переписом 2010 року, у переписній місцевості мешкало 168 осіб у 73 домогосподарствах у складі 48 родин. Густота населення становила 117 осіб/км².  Було 97 помешкань (68/км²).
Расовий склад населення:
| - 97,6 % — білих - 0,6 % — чорних або афроамериканців |

До двох чи більше рас належало 1,8 %. Частка іспаномовних становила 0,0 % від усіх жителів.
За віковим діапазоном населення розподілялося таким чином: 17,9 % — особи молодші 18 років, 66,0 % — особи у віці 18—64 років, 16,1 % — особи у віці 65 років та старші. Медіана віку мешканця становила 41,1 року. На 100 осіб жіночої статі у переписній місцевості припадало 88,8 чоловіків;  на 100 жінок у віці від 18 років та старших — 91,7 чоловіків також старших 18 років.
Середній дохід на одне домашнє господарство  становив 33 637 доларів США (медіана — 35 833), а середній дохід на одну сім'ю — 41 631 долар (медіана — 36 823). 
Цивільне працевлаштоване населення становило 12 особи. Основні галузі зайнятості: освіта, охорона здоров'я та соціальна допомога — 100,0 %.